# Monte Lupara
Il Monte Lupara, (o Macchia Lupara) 1.257 m., è una delle cime dei monti Sabini, tra il Lazio e l'Umbria, nella provincia di Rieti e in quella di Terni, tra i comuni di Greccio, dove cade la cima, Cottanello e di Stroncone.